# Čedomilj Mijatović
Čedomilj Mijatović (Belgrád, 1842. október 6. – London, 1932. május 14.) szerb tudós és államférfi.

## Élete
Közgazdasági és történeti tanulmányait Münchenben és Lipcsében végezte, 1866-ban visszatért Belgrádba, ahol azonnal az ottani főiskolán a közgazdasági- és pénzügytan tanára lett. Kiváló szaktudománya folytán Mijatović nemsokára Szerbia legkitűnőbb írói közé tartozott, és tanulmányai Szerbia régibb történetéről a legjobbak e szakmában. E dolgozatok alapján a szerb tudós társaság és a zágrábi délszláv akadémia tagjának választatott. 1869-ben a pénzügyminisztériumban osztálytanácsos lett és 1873-ban Jovan Ristić elnöksége alatt, továbbá 1874-ben Marinovics alatt és 1875-ben Stefanovics alatt pénzügyminiszter volt. 1874-től mint Risztics határozott ellenfele a konzervatív párthoz csatlakozott és 1880. október 31-én Milan Piroćanac miniszterelnöksége alatt a külügyi és pénzügyi tárcát vette át. Ő hozta létre a vasutak építésére vonatkozó szerződést a Bontoux-társasággal, ő rendezte az államadósságot és aláirta az Osztrák-Magyarországgal kötött kereskedelmi szerződést. A külügyi tárca vezetésétől azonban nemsokára ellátott és csak a pénzügyminisztériumot tartotta meg. 1883-ban ezt is letette és londoni követté neveztetett ki, amely állásról 1887-ben visszahívták. Ezután mint nyugalmazott miniszter Londonban és Belgrádban fölváltva élt.